# زاغ نوک‌سرخ

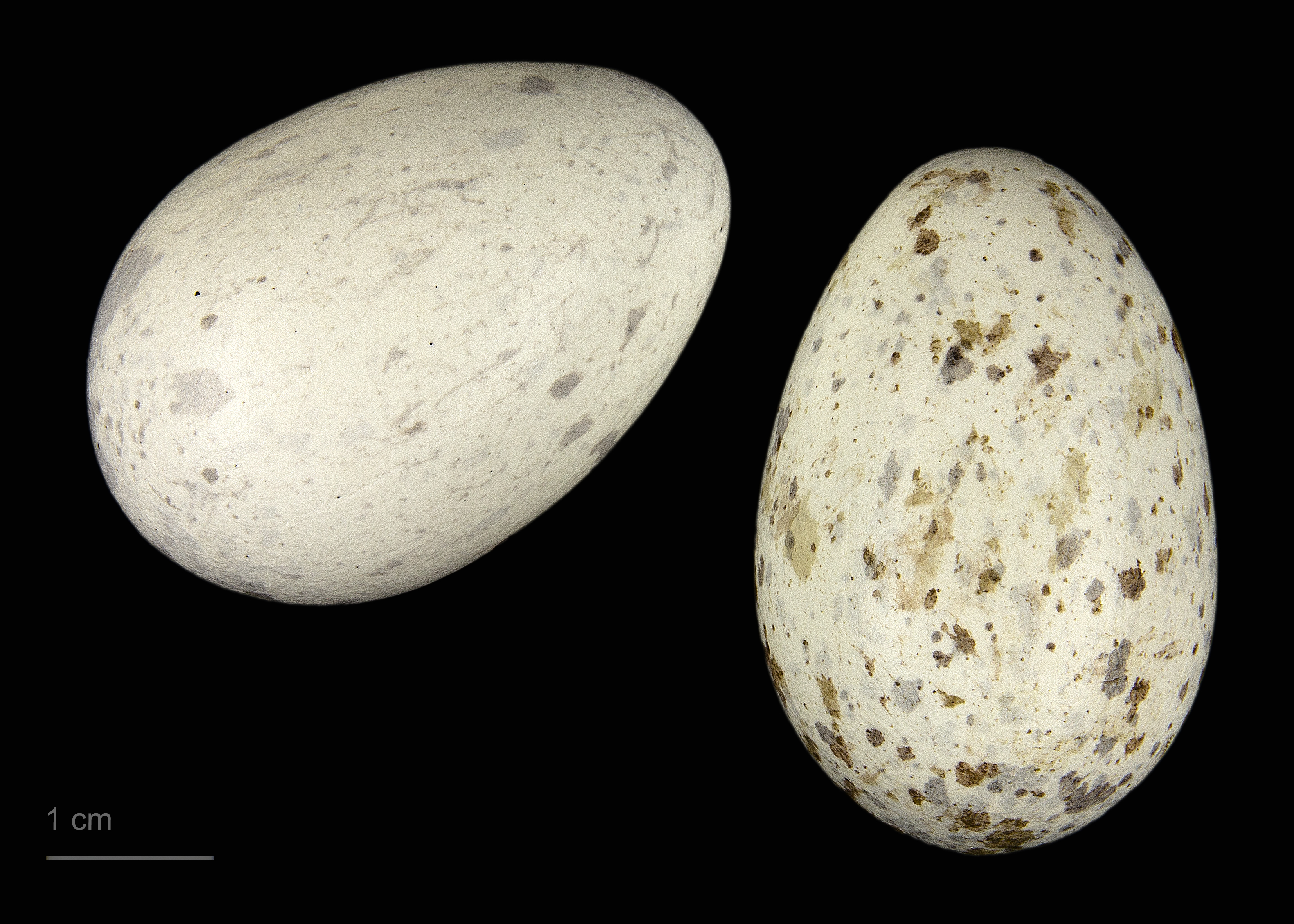
Pyrrhocorax pyrrhocorax

زاغ نوک‌سرخ یا کلاغ نوک‌سرخ (نام علمی: Pyrrhocorax pyrrhocorax) پرنده‌ای است که در سرده زاغها قرار دارد. این کلاغ دارای پرهای براق و سیاه است و نوکش قرمز، خمیده و بلند است. این پرنده پاهایی قرمزرنگ داشته و صدایش واضح، رسا و بلند است.